# Masuda
Masuda (益田市?, Masuda-shi) è una città giapponese della prefettura di Shimane.
Ha dato i natali alla wrestler Manami Toyota.

## Amministrazione

### Gemellaggi
- Ningbo, Cina
- Queenstown, Nuova Zelanda

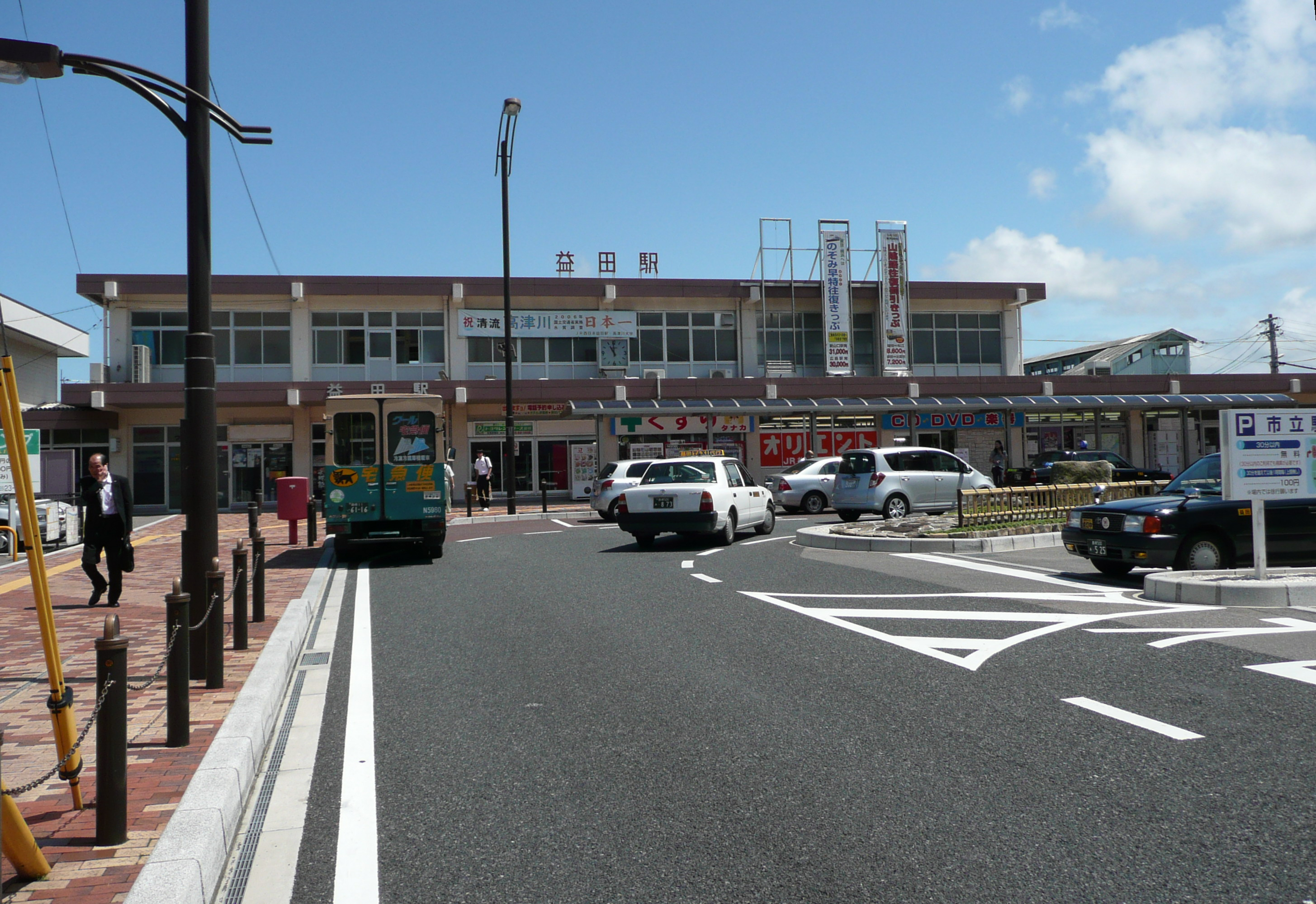
Masuda Station